# Wikihow
WikiHow, är en wiki som innehåller praktiska beskrivningar (engelska how to) om exempelvis hur det går till att konstruera bruksföremål och producera matvaror. Webbplatsen startades år 2005 av Jack Herrick och Josh Hannah som tidigare skapade en liknande webbplats med namnet eHow. eHow bestod av ett tusental artiklar och ambitionen med Wikihow var att göra det möjligt för alla att bidra.
Webbplatsens innehåll är öppet att redigeras av den som så önskar, vilket har resulterat i ett stort antal användbara beskrivningar men också ett mindre antal artiklar av tveksam karaktär. Antalet artiklar har fram till 2007 ökat till cirka 25 000 som till stor del är resultatet av cirka 60 000 registrerade användares arbetsinsats.